# 加藤由利子
加藤 由利子（かとう ゆりこ）は日本の起業家および手の専門家。
一般社団法人日本ハンドビューティー協会代表理事。専門家メディア『美容家ドットコム』の運営、専門家のPR・キャスティングを行う株式会社エイジングケアの代表取締役。

## 略歴
私立広島女学院中学高等学校を卒業後、アメリカ・ニュージャージー州立大学法学部卒業。IT企業に就職後、2009年にネイルサロン運営会社を起業。ネイルサロン6店舗およびネイルスクールを経営。2017年に株式会社エイジングケアを設立。
美と健康の専門家メディア『美容家ドットコム』を運営し、また専門家のキャスティングおよびPR事業を行う。自身も手の専門家として各種メディアに出演・執筆・PRも行う。著書に『美しい手がすべてを引き寄せる』（青春出版社）がある。

## 実績

### 著書
- 美しい手がすべてを引き寄せる（青春出版社）ISBN 978-4413231282

### メディア実績
- めざましどようび（フジテレビ）「キクエがきくよ」
- MERY&コーセーコスメポートFORTUNE　タイアップイベント出演
- サンケイリビング新聞社主催『Beauty & Health Festa2021』出演
- FANCL 会報誌『エスポワール』取材掲載
- 日本経済新聞プラスONE　一面掲載
- 美st 2020.1月号掲載
- 美st 2017.2月号掲載
- シティリビング（サンケイリビング新聞社）
- 日本生命会報誌「みらいら」
- 産経新聞
- フジサンケイビジネスアイ
- anan
- 家庭画報
- デイリーアロマジャパン『ハンドビューティーコラム』連載